# アトラカトル大隊
アトラカトル大隊(Batallón Atlácatl)は、エルサルバドル軍に存在していた即応歩兵大隊(Los Batallones de Infantería de Reacción Inmediata,BIRI)のひとつ。
対反乱作戦が主な任務であり、1980年にパナマにあるアメリカ米州学校により設立された。部隊名に冠するアトラカトルは、スペインによる征服に抵抗したクスカトラン国の最後の王の名前である。
1981年より訓練が始まり、ノースカロライナ州のフォート・ブラッグ基地にてアメリカ陸軍特殊部隊群や第505歩兵連隊、第82空挺師団といった部隊より指導を受けた。これらの部隊による顧問団はエルサルバドルでも同大隊の指導を行っており、対ゲリラ戦の技能を習得した部隊として知られていた。
エルサルバドル内戦において数多の戦争犯罪を行ったことで悪名が知られており、サン・ビセンテ県のアマティタン川に面するエル・カラボゾで多数の避難民を銃撃し、200人以上を虐殺した(エル・カラボゾの虐殺)事件や、6人のイエズス会司祭と、料理人と娘を殺害するという事件が有名であった。これらにより、内戦終了後の1992年に解隊された。